# 25時 (久保田早紀の曲)
「25時」（にじゅうごじ）は、久保田早紀（現・久米小百合）の2作目のシングル楽曲。1980年4月21日にCBS・ソニーから発売された。

## 概要
表題曲の「25時」は、デビュー曲「異邦人」の路線を引き継ぐようにエキゾチックな歌の世界観を踏襲しており、元々はデビュー曲候補の1曲だった。久保田によると、当初は「異邦人」の原型である「白い朝」のほか、「25時」「夢紀行」の3曲が候補に挙がっていたが、「白い朝」が「異邦人」へと改題されてデビュー・シングルの表題曲に決まり、「夢紀行」がそのB面曲となったことで、「25時」が自然と2枚目のシングルという形になったという。ちなみにこの曲も初めは「絹の道」というタイトルだったが、シングル化に際して改題されている。
B面曲「みせかけだけの優しさ」は、デビュー前にオーディションで歌ったことがあるほど、ずっと以前に出来ていた曲とのこと。
シングルレコードのレーベル面は、初版プレス盤のみ青色になっており、それ以降に発売されたシングルは、CBS・ソニー作品共通のオレンジ色のレーベルとなっている。

## 収録曲
| 全作曲: 久保田早紀、全編曲: 萩田光雄。 |                          |                      |            |      |
| #                                      | タイトル                 | 作詞                 | 作曲・編曲 | 時間 |
| A.                                     | 「25時」                 | 久保田早紀・山川啓介 | 久保田早紀 | 3:53 |
| B.                                     | 「みせかけだけの優しさ」 | 久保田早紀・山川啓介 | 久保田早紀 | 3:17 |
| 合計時間:                              | 合計時間:                | 合計時間:            | 7:10       |      |

## 参加ミュージシャン
| 25時 - Keyboards: 栗林稔 - Bass: 岡沢章 - Drums: 市原康 - E. Guitar: 矢島賢 - F. Guitar: 吉川忠英 - Latin Percussion: 斉藤ノブ - Strings: 多グループ - Harp: 山川恵子 | みせかけだけの優しさ - Keyboards: 大原繁仁 - Bass: 杉本和弥 - Drums: 島村英二 - E. Guitar: 松原正樹 - F. Guitar: 吉川忠英 - Strings: 小林グループ - E.Violin Solo: 加藤高志 |

## 参考資料
- 『SAKI KUBOTA PREMIUM』（CD-BOX ブックレット）久保田早紀、Sony Music Entertainment 、2020年1月31日。DQCL-772。
- 久保田早紀『25時』（シングルレコード）CBS・ソニー、1980年4月21日。06SH 745。